# Martin Fido
Martin Austin Fido (né le 18 octobre 1939 à Penzance, Cornouailles, Royaume-Uni et mort le 2 avril 2019) est un professeur universitaire, écrivain et animateur de radio britannique. Il a publié plusieurs ouvrages sur les meurtres.
De 1987 à 2001, il anime la série hebdomadaire Murder After Midnight, radiodiffusée au Royaume-Uni.

## Œuvres
- Charles Dickens. An authentic account of his life and times, Hamyln, Feltham, 1973.  (ISBN 978-0-600-36922-6)
- The Crimes, Detection and Death of Jack the Ripper
- (en collaboration avec Keith Skinner) The Official Encyclopedia of Scotland Yard, Virgin, Londres, 1999.
- Serial Killers
- The Murder Guide to London, Grafton Books, 1986.  (ISBN 978-0586071793)
- (en collaboration avec Paul Begg et Keith Skinner) The complete Jack the Ripper A to Z, John Blake, 2010.  (ISBN 978-1-84454-797-5)
- Murders After Midnight, Weidenfeld and Nicholson, Londres, 1990.  (ISBN 978-0-297-81054-4)
- The World of Sherlock Holmes. The Greatest Detective and his Era, Adams Media Corporation, Londres 1998.  (ISBN 978-1-580-62046-8)